# Jiří Veselý (překladatel)
Jiří Veselý (30. května 1932 Stříbro – 27. února 2009) byl český germanista, literární historik a překladatel proslulý zejména aktivitou na poli šachovém jako novinář a spisovatel.